# Şereflikoçhisar
Şerefli koçhisarı o Şereflikoçhisar (antiga Sherefli Koč Hisari), és una ciutat i districte de la província d'Ankara, a Turquia, a 8 km de la riba nord del Tuz Gölü; antigament portà el nom d'Ebs-keshan.
Hi ha mines de sal al llac de Kaldırım. Població el 1950: 4.468 habitants, i el districte (97 pobles) 46.300. Població actual del districte (2.034 km²): 59.128 (2000).